# Upplands runinskrifter 783
Upplands runinskrifter 783 är fyra vikingatida runstensfragment av ljusröd sandsten som hittats på Svinnegarns kyrkogård, Svinnegarns socken och Enköpings kommun. Fragmenten har endast ornament och alltså inga runor. U 783 förvaras i Svinnegarns kyrkas vapenhus.